# Jolina Amani
Jolina Amani (Rotterdam, 26 augustus 1999) is een Nederlands voetbalspeelster.

## Statistieken
| Seizoen | Club                  | Land      | Competitie | Wedstrijden | Doelpunten |
| ------- | --------------------- | --------- | ---------- | ----------- | ---------- |
| 2017/18 | Excelsior Barendrecht | Nederland | Eredivisie | 17          | 1          |
| 2018/19 | Excelsior Barendrecht | Nederland | Eredivisie | 21          | 3          |
| 2019/20 | Excelsior Barendrecht | Nederland | Eredivisie | 8           | 0          |
| 2020/21 | Benfica               | Portugal  | Liga BPI   | --          | --         |
| 2021/22 | ADO Den Haag          | Nederland | Eredivisie | --          | --         |
| Totaal  | Totaal                | Totaal    | Totaal     | 46          | 4          |

Laatste update: okt 2020

## Interlands
Amani was in 2018 in de voorlopige selectie van Oranje O19, en speelde mee op het EK in Zwitserland.